# آب‌انبار کوشک نو
آب‌انبار کوشک نو مربوط به دوره صفوی است و در یزد، خیابان سید گلسرخ، کوچه آب‌انبارکوشک نو واقع شده و این اثر در تاریخ ۱۴ فروردین ۱۳۵۷ با شمارهٔ ثبت ۱۶۰۸ به‌عنوان یکی از آثار ملی ایران به ثبت رسیده‌است.